# Alojzije Stepinac
 (septembre 2016).
Si vous disposez d'ouvrages ou d'articles de référence ou si vous connaissez des sites web de qualité traitant du thème abordé ici, merci de compléter l'article en donnant les références utiles à sa vérifiabilité et en les liant à la section « Notes et références ».
Alojzije Stepinac ou Aloys Viktor Stepinac en français (8 mai 1898 à Brezarić (en), municipalité de Krašić en Croatie - 10 février 1960 à Krašić, Croatie), est un prélat qui fut archevêque de Zagreb de 1937 à 1960 et cardinal à partir de 1952.
En 1946, au terme d'un procès très discuté, il fut condamné par le régime communiste yougoslave pour collaboration avec les Oustachis et complicité dans la conversion forcée de Serbes orthodoxes au catholicisme.
Il fut déclaré martyr et béatifié par le pape Jean-Paul II en 1998, ce qui provoqua de nouveaux débats dans l'opinion publique. Le réalisateur yougoslave Coci Michieli a réalisé un film sur sa vie en 1954.
Il est commémoré le 10 février dans le Martyrologe romain.

## Biographie

### La première partie de sa vie
Stepinac est né dans la paroisse de Krašić, près de Zagreb. Il était le cinquième des huit enfants d'un gros propriétaire foncier de la région. En 1909, il va à Zagreb pour étudier au gimnazija dont il sort diplômé en 1916.
Juste avant son dix-huitième anniversaire, il est appelé comme conscrit dans l'armée austro-hongroise, entraîné, puis envoyé pour servir sur le front italien pendant la Première Guerre mondiale. Il est blessé à la jambe en 1918, puis capturé par les forces italiennes qui le gardent en captivité pendant cinq mois. Après la formation du royaume des Serbes, Croates et Slovènes en novembre 1918, il n'est plus considéré comme un soldat ennemi et il insiste alors pour être volontaire dans la légion yougoslave envoyée à Salonique. Quelques mois plus tard, il est démobilisé et il retourne chez lui au printemps de 1919. Pour avoir servi dans les armées alliées pendant la Guerre, il se voit attribuer la médaille de l'ordre de l'Étoile de Karageorge décernée dans le royaume des Serbes, Croates et Slovènes pour actes d'héroïsme.
Après la Première Guerre mondiale, Alojzije Stepinac s'inscrit à la faculté d'agronomie de l'université de Zagreb, mais il la quitte après seulement un semestre afin d'aider son père dans l'exploitation agricole familiale. En 1924, il part pour Rome pour sa formation préparatoire au sacerdoce. Il fait ses études de théologie à l’Université grégorienne de Rome, dirigée par les Jésuites tout en résidant au Collegium Germanicum. Le séminariste Alojzije Stepinac est ordonné prêtre le 26 octobre 1930.
Stepinac devient curé de paroisse à Zagreb en 1931 et il est nommé coadjuteur de Zagreb en 1934, après que plusieurs autres candidatures furent rejetées pour des raisons politiques par le pape Pie XI. En 1937, Stepinac succède à Antun Bauer (en) comme archevêque de Zagreb, devenant un des plus jeunes archevêques dans l'histoire de l'Église catholique, et ce, bien qu'il n'eût pas l'âge de 40 ans requis par le droit canonique.

### La période de la Seconde Guerre mondiale

#### Favorable à l'indépendance croate

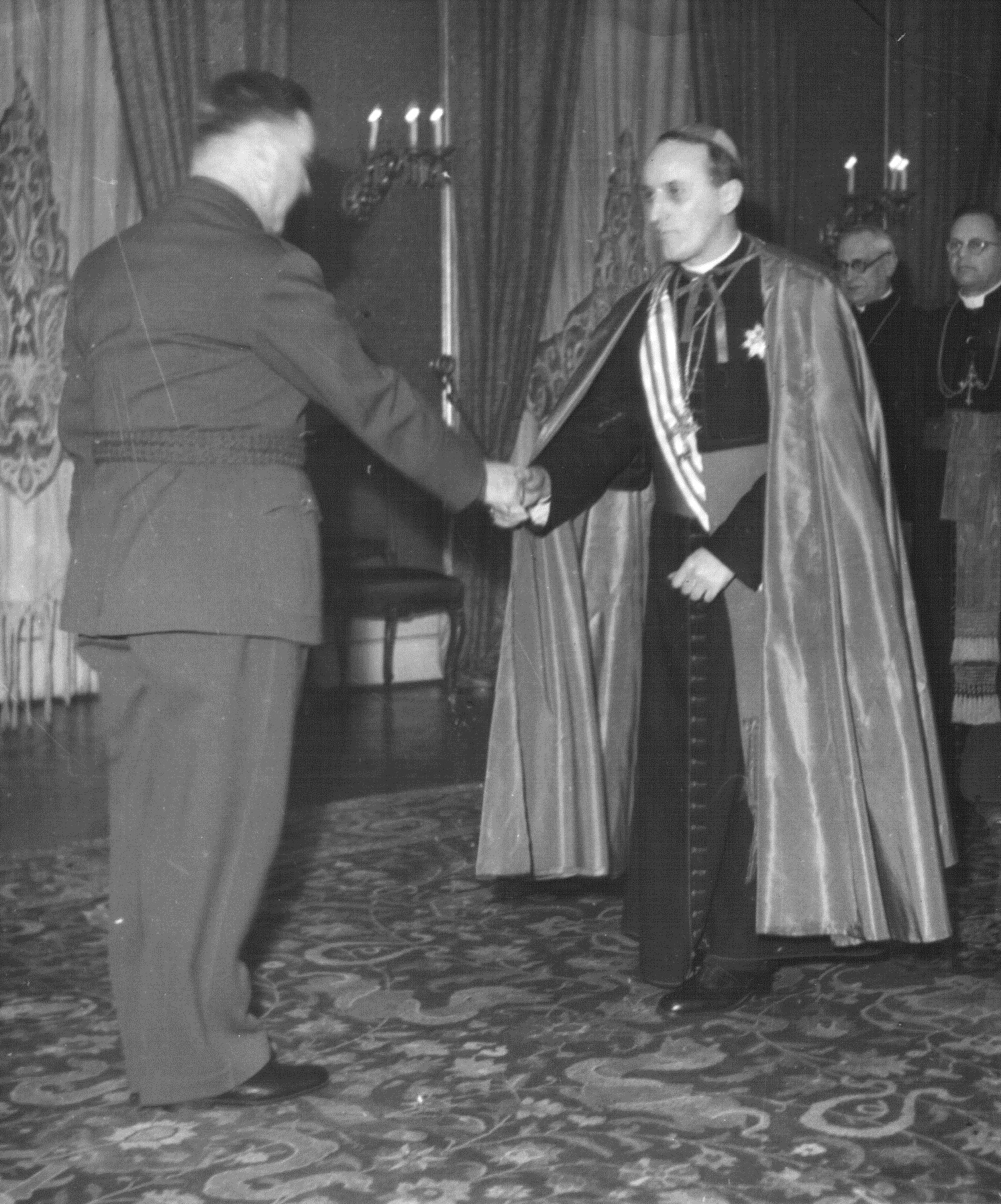
Alojzije Stepinac et Ante Pavelić en 1941.

Alojzije Stepinac est archevêque de Zagreb pendant toute la Seconde Guerre mondiale, dans l'État indépendant de Croatie (1941-1945). Lors de la mise en place du régime des Oustachis, Stepinac se montra favorable au démantèlement du royaume de Yougoslavie et à l'établissement d'un État croate indépendant. Il se félicite de la création de cet État et appelle officiellement l'Église catholique à prier pour le bien-être du nouvel État et pour que le Seigneur emplisse Ante Pavelić d'un esprit de sagesse pour le profit de la Nation, même si les deux hommes ne s'appréciaient guère. Il rencontre brièvement Pavelić et d'autres responsables Oustachis, dont certains à de multiples occasions. Ses comptes-rendus au Saint-Siège au sujet de l'État indépendant de Croatie se montrent positifs et favorables au nouveau régime.
Le 28 mars 1941, Stepinac déclare dans une note au sujet des premières tentatives de la Yougoslavie pour unir les Croates et les Serbes que : « En fin de compte, les Croates et les Serbes sont de deux mondes différents : Pôle nord et Pôle sud, ils ne seront jamais capables d'être ensemble à moins d'un miracle divin. Le Schisme d'Orient est la plus grande malédiction en Europe, presque encore plus grande que le protestantisme. Ici il n'y a pas de morale, de principes, de vérité, de justice ou d'honnêteté ».

#### Condamnation des persécutions des Juifs et des Serbes

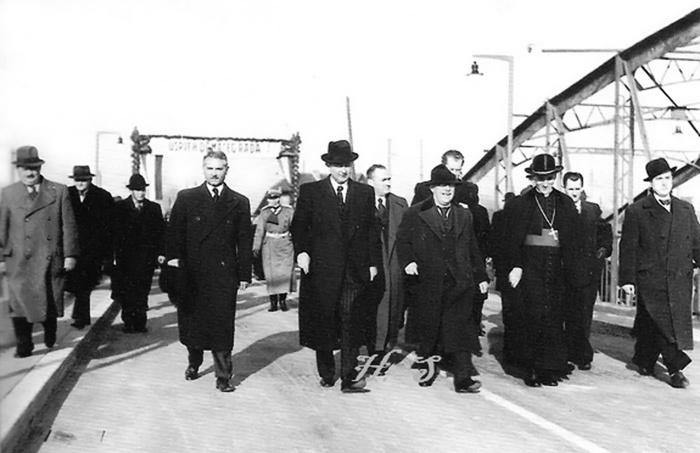
Ivan Šubašić, Vladko Maček et Stepinac lors de l'inauguration du nouveau pont de Zagreb, en décembre 1939.

Ultérieurement, Stepinac a appelé les responsables gouvernementaux à arrêter la persécution des Juifs et des autres peuples. Il en a parlé avec la direction des Oustachis après qu'il fut connu qu'ils étaient responsables des camps de concentration de Jasenovac et de Stara Gradiška. Ses lettres incluaient des appels à ce que soit fait une différence entre les gens qui étaient accusés d'être personnellement responsables d'infractions et ceux qui étaient racialement identifiés ou juste détenus en tant qu'"otages" ; il a adressé des requêtes pour que diverses exceptions soient faites pour les gens mariés et pour les gens qui se convertissaient au catholicisme. Il a condamné publiquement en chaire le génocide à l'encontre des minorités ethniques qui étaient poursuivies.
Il a déclaré dans une homélie, le 24 octobre 1942 : « Tous les hommes et toutes les races sont des enfants de Dieu ; tous sans distinction. Ceux qui sont Gitans, Noirs, Européens ou Aryens ont le même droit de dire "Notre père qui êtes aux cieux". Pour cette raison, l'Église catholique a toujours condamné, et condamne toujours, toute injustice et violence au nom des théories de classe, de race ou de nationalité. Il n'est pas possible de persécuter les Gitans et les Juifs parce qu'ils sont supposés être de race inférieure. »,.
Amiel Shomrony, alias Emil Schwartz, secrétaire personnel de Miroslav Šalom Freiberger, grand rabbin de Zagreb jusqu'en 1942, a déclaré plus tard qu'il considérait que Stepinac avait fait de son mieux pour les Juifs pendant la Guerre. Dès 1936 et pendant toute la guerre, il a permis à des Juifs de s'enfuir.
Les Oustachis menaient une politique de conversion forcée des Serbes orthodoxes au catholicisme, volet de la politique de persécution à l'encontre des indésirables au point qu'en 1941, l'évêque de Mostar, Alojzije Misic, épouvanté par la violence des Oustachis dans son diocèse, interdit à son clergé de donner l'absolution à quiconque avait participé à des massacres de Serbes et, dès l'arrivée de Pavelic au pouvoir, il dénonça à Stepinac « le règne du carnage » qui venait de s'instaurer en Croatie. « Les hommes sont égorgés, assassinés, jetés vivants du haut des falaises », écrivait-il. « Dans la ville de Mostar elle-même, ils ont été attachés par centaines, emmenés dans des wagons et tués comme des bêtes. ».
Stepinac dénonce la persécution des Serbes par le gouvernement oustachi dans une lettre de protestation datée du 24 mars 1945.

### L'après-guerre: sous le régime de Tito

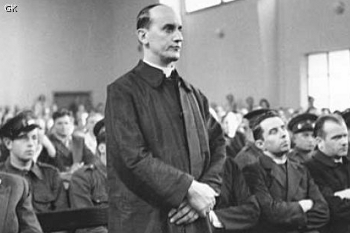
Stepinac lors de son procès en 1946.

Après la Seconde Guerre mondiale, le nouveau gouvernement de la Yougoslavie exerce des pressions sur l'Église catholique en Croatie. Stepinac est arrêté le 17 mai 1945 puis relâché le 3 juin suivant. Le 4 juin, il rencontre Tito mais n'accepte pas les demandes du nouveau régime qui attendait que l'Église soutienne ouvertement le Gouvernement communiste et accepte de se séparer de Rome pour créer une "Église catholique nationale serbo-croate". À la suite de ces événements, les évêques de Croatie diffusèrent une lettre ouverte, le 22 juin, dans laquelle ils décrivent les injustices dont ils font l'objet de la part des nouvelles autorités et, en septembre 1945, ils se réunissent en synode pour discuter de ces enjeux. Stepinac publie une lettre, le 20 octobre, dans laquelle il affirme que 273 membres du clergé catholique ont été tués depuis la prise du pouvoir par les Partisans, que 169 ont été emprisonnés et que 89 autres sont "manquants" et présumés morts.
Cette lettre met Tito en colère et il attaque publiquement, pour la première fois, l'archevêque Stepinac en écrivant un éditorial dans le principal journal communiste ; il l'accuse de "déclarer la guerre" à la nouvelle Yougoslavie. L'opposition grandit et, le 4 novembre 1945, des Partisans jettent des pierres sur Stepinac à Zaprešić. En janvier 1946, la Yougoslavie demande au nonce apostolique (en) que le Saint-Siège déplace Stepinac de son poste d'archevêque de Zagreb, mais cette requête est refusée. Il ressort de ces évènements que c'est l'opposition de Stepinac à Tito et non pas ses agissements durant la période de l'État indépendant de Croatie qui ont provoqué son procès. Milovan Djilas, un dirigeant communiste proche du régime, a déclaré que Stepinac « n'aurait certainement pas été mis en jugement pour sa conduite pendant la Guerre ... s'il n'avait pas continué à s'opposer au nouveau régime communiste. »
En septembre 1946, les autorités yougoslaves accusent Stepinac de plusieurs chefs : collaboration avec les Nazis, relations avec le régime nationaliste-fasciste des Oustachis d'Ante Pavelić, participation d’aumôniers catholiques croates dans l'armée de l'État indépendant de Croatie, conversion forcée d'orthodoxes serbes au catholicisme, défiance envers le gouvernement yougoslave. Stepinac est arrêté le 18 septembre 1946 et son procès commence le 30 du même mois. Les autorités font de ce procès un des éléments du dossier beaucoup plus vaste de l'implication du clergé catholique croate dans le régime des Oustachis. Lors du même procès, plusieurs anciens responsables de l'État indépendant de Croatie sont inculpés ; il y avait en tout 16 défenseurs. La manière dont le procès a été conduit a été critiquée par l'Église catholique romaine et Stepinac a affirmé qu'il s'agissait d'un « procès-spectacle ». Au cours d'un discours de trente-huit minutes, le 3 octobre, qui vient clore quatre jours de débats, l'accusé a affirmé « être en accord avec sa conscience au regard des toutes les accusations » dont il faisait l'objet et qu'il n'avait pas l'intention de se défendre ou de faire appel d'une condamnation. Il a déclaré par ailleurs qu'il était attaqué « afin de permettre à l'État d'attaquer l'Église », « qu'aucune conversion religieuse ne fut faite de mauvaise foi » et que « le vicariat militaire fut créé au sein de l'État indépendant de Croatie ... pour prendre soin  des croyants parmi les soldats et non pas pour l'armée elle-même, ni en tant que signe d'approbation ou de désapprobation de l'action de l'armée ».
Il a ajouté qu'il n'avait jamais été un Oustaša et que son nationalisme croate découlait des griefs qu'avait la nation (Croate) à l'encontre du royaume de Yougoslavie et qu'il n'avait « jamais pris part à des activités anti-gouvernementales ou terroristes contre l'État ou contre les Serbes ». Stepinac a dénoncé, également, la nationalisation des biens de l'Église et la prévention de l'action de l'Église dans l'éducation, la presse, les œuvres caritatives et l'enseignement de la religion à l'école ainsi que l'intimidation et la molestation du clergé ; il s'est plaint aussi des politiques telles que l'athéisme, le matérialisme et le communisme en général. Les catholiques de Croatie ont considéré que le procès avait été entièrement terni par des témoignages extorqués, de faux témoignages et de faux documents. La défense a présenté trente-cinq témoins en faveur de Stepinac mais vingt-sept d'entre eux ont été rejetés et certains ont même été emprisonnés afin de ne pas réapparaitre à l'audience. Le 11 octobre 1946, le tribunal a déclaré Stepinac coupable de haute trahison et de crimes de guerre ; il est condamné à une longue peine d'emprisonnement (initialement seize ans d'emprisonnement et de travaux forcés). Le procès est condamné par le Saint-Siège. Les membres du jury - composé de catholiques proches du pouvoir communiste de Tito - qui avaient condamné Stepinac ont été excommuniés par le pape.
Alojzije Stepinac travaille pendant cinq ans dans la prison de Lepoglava avant que la peine ne soit commuée en assignation à domicile à Krašić, du fait de la forte pression du Saint-Siège et en tant que mesure de réconciliation prise par le gouvernement de Tito. Il est transféré à son domicile le 5 décembre 1951. Le gouvernement fait alors clairement savoir qu'il voulait que Stepinac se retire à Rome mais celui-ci refuse de quitter son pays, disant qu'« Ils ne me feront jamais quitter à moins qu'ils ne me mettent de force dans un avion pour m'emmener au-delà de la frontière. Il est de mon devoir, dans ces temps difficiles, de rester avec mon peuple. »
Le 29 novembre 1952, le pape Pie XII annonce la liste des cardinaux nouvellement nommés qui incluait Stepinac. Cette décision amène le gouvernement de Tito à rompre les relations diplomatiques avec le Saint-Siège le 17 décembre 1952.

### Décès et postérité

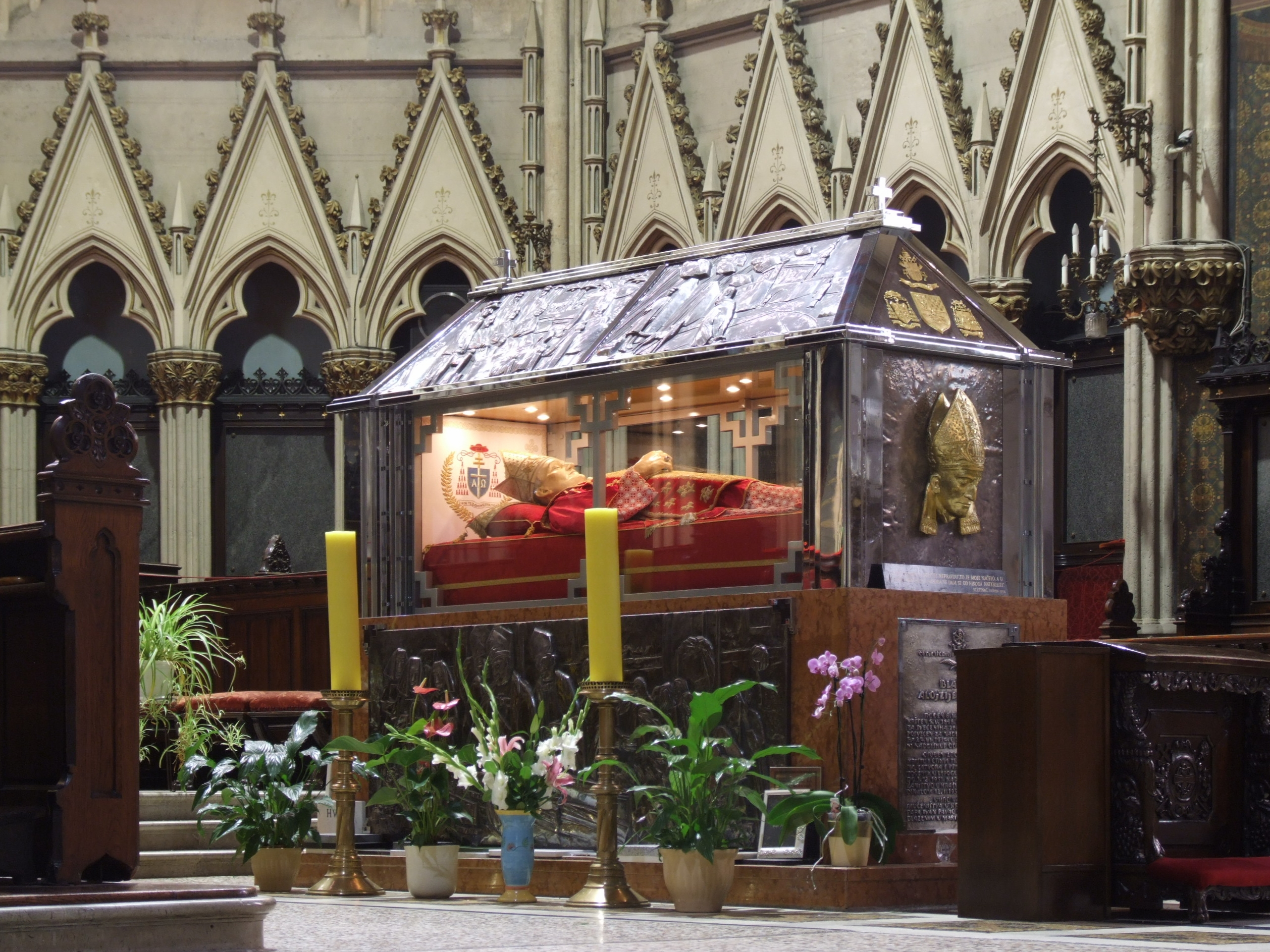
Tombeau du cardinal Stepinac surmonté d'une châsse comportant un mannequin le représentant dans la cathédrale de Zagreb.

En 1953 une polycythémie, maladie rare du sang, est diagnostiquée à Stepinac. Sept ans plus tard, il meurt d'une thrombose à l'âge de 61 ans à Krašić, son village natal. Alojzije Stepinac est enterré dans la cathédrale de Zagreb.
Le 14 février 1992, quelques mois après l'indépendance du pays, le Parlement croate condamne symboliquement le procès et la décision du tribunal de 1946.
Une partie de l'opinion publique catholique croate considère le cardinal Stepinac comme un martyr ; bien qu'il n'ait jamais été prouvé qu'il ait été assassiné, il a souffert de la répression mise en place par le régime de Tito à l'encontre de ses opposants. Le pape Jean-Paul II a fait aussi référence à son martyre le 3 octobre 1998 lorsqu'il a béatifié Stepinac. Le pape a indiqué que : « Une des personnalités marquantes de l'Église catholique, qui a enduré dans son corps et dans son esprit les atrocités du système communiste, est maintenant confiée à la mémoire de ses concitoyens avec l'étiquette rayonnante du martyre. »
Cette béatification a mis en colère beaucoup de Serbes et suscité une grande controverse parmi les Juifs étrangers. Les Juifs de Croatie ne se sont pas opposés formellement à la béatification du cardinal Stepinac. Le Centre Simon-Wiesenthal a néanmoins demandé que la béatification soit repoussée le temps de l'enquête alors en cours sur les événements de Croatie pendant la Seconde Guerre mondiale.
Le cardinal Stepinac a été recommandé à deux reprises, sans succès, par des Juifs de Croatie pour être ajouté sur la liste des Juste parmi les nations. Ces demandes ont été rejetées, d'une part parce que ceux qui avaient proposé l'inscription n'étaient pas des survivants de l'Holocauste et, que, d'autre part, Stepinac avait au moins eu des liens étroits avec le régime fasciste des Oustachis.
Cependant, dans son livre When Courage Prevailed, l'historienne juive américaine d'origine yougoslave Esther Gitman (en) propose une interprétation différente de la relation entre Stepinac et le régime de Pavelić. Ce livre témoigne de l'opposition du cardinal au régime et de nombreux cas où il a sauvé les Juifs et d'autres par son intervention.